# Walid Afkir
 (janvier 2023).
Si vous disposez d'ouvrages ou d'articles de référence ou si vous connaissez des sites web de qualité traitant du thème abordé ici, merci de compléter l'article en donnant les références utiles à sa vérifiabilité et en les liant à la section « Notes et références ».
Walid Afkir né le 2 septembre 1982 à Montreuil, en Seine-Saint-Denis est un acteur franco-marocain.

## Biographie

### Jeunesse et Famille
Walid Afkir voit le jour à Montreuil le 2 septembre 1982.
Son père, Brahim Foudili, arrive en France dans les années 1960. Très investi au sein du FLN, il est propriétaire et gérant d’un hôtel à Montreuil où il accueille la diaspora algérienne fraichement arrivée. 
Sa mère, Fattouma Afkir, quant à elle, issue d'une famille originaire de la ville de Ouarzazate est née à Mohammedia au Maroc, elle arrive en France en aout 1963 à 17ans. Elle enchaine les petits boulots comme nounou, femme de ménage ou encore ouvreuse au cinéma Kinopanorama dans le 15e arrondissement de Paris. Ses talents de cuisinière lui permettent de travailler auprès de grandes célébrités de la mode et du cinéma français comme le designer Hilton McConnico, le décorateur Carlos Conti ou bien encore le réalisateur de Pédale Douce Gabriel Aghion. Elle termine sa carrière en tant que sous-chef à l’hôtel Concorde Lafayette où elle prend sa retraite en 2006. 
Walid Afkir est le cadet d’une fratrie composée de deux frères et une sœur. Il grandit au quartier de la Boissière à Montreuil où il y passe toute son enfance. 
À l'âge de 15 ans, après la mort de son père, il décide d'arrêter sa scolarité et entre dans le monde du travail en devenant livreur de pizza.

### Carrière
À 17 ans, il est repéré lors d’un casting sauvage par Elsa Pharaon pour un projet de long métrage. Très vite son profil séduit d’autres professionnels comme Kris de Bellair directrice de casting qui lui offrira son premier rôle dans Code inconnu de Michael Haneke. Film dans lequel, Walid interprète une scène aux côtés de Juliette Binoche. Ce plan-séquence devient même la bande annonce du film présenté en Sélection Officielle du Festival de Cannes 2000 ; c'est d'ailleurs ce qui le révèle au grand public.

## Filmographie

### Cinéma

#### Longs métrages
- 2000 : Code inconnu de Michael Haneke : Le jeune Arabe.
- 2001 : Les Rois mages de Didier Bourdon et Bernard Campan : Jo.
- 2005 : Caché de Michael Haneke : Le fils de Majid.
- 2005 : Paris, je t'aime (segment Place des Fêtes) d'Oliver Schmitz : Le mauvais garçon.
- 2007 : Mister Lonely de Harmony Korine : Habib.
- 2012 : Amour de Michael Haneke : L'ambulancier.
- 2016 : La Chute des hommes de Cheyenne Carron : Abou Ammar.
- 2017 : Un beau soleil intérieur de Claire Denis : Le chauffeur de taxi.
- 2017 : La Surface de réparation de Christophe Régin : Younes.
- 2017 : Le Prix du succès de Teddy Lussi-Modeste : Le fâcheux.
- 2017 : C'est tout pour moi de Ludovic Colbeau-Justin et Nawell Madani : Brams.
- 2017 : La Part sauvage de Guérin Van de Vorst : Mustapha.
- 2017 : Burn Out de Yann Gozlan : Farid.
- 2019 : Fahim de Pierre-François Martin-Laval : Le tenancier de l'hôtel.
- 2019 : Banlieusards de Kery James et Leïla Sy : Jeune Bus.
- 2020 : Kandisha d'Alexandre Bustillo et Julien Maury : Recteur[1].
- 2022 : Les Promesses de Thomas Kruithof : Kamel.
- 2023 : Jusqu'ici tout va bien de Nawell Madani
- 2024 : Pas de vagues de Teddy Lussi-Modeste : Omar

#### Courts métrages
- 2002 : La Chair est Triste de Jeremie Nassif : Walid[2].
- 2003 : Un fils d'Amal Bedjaoui : L'agresseur.
- 2021 : Narvalos de Bilel Chikri : Mo[3].

### Télévision

#### Séries télévisées
- 2004 : Les Cordier, juge et flic (saison 13, épisode 2) : Karim
- 2007 : Commissaire Cordier (saison 1, épisode 8) : Hocine Ladji.
- 2007 : Avocats et Associés (saison 15, épisode 7) : Farid Cherifa.
- 2007 : Les Bleus : Premiers pas dans la police (saison 1, épisode 10) : Aziz Merzouag.
- 2007 : Sur le fil (saison 1, épisode 6) : Jeff.
- 2018 : Aux animaux la guerre d'Alain Tasma : Mehdi Benbarek.
- 2019 : Ils étaient dix de Pascal Laugier : Sammy.
- 2019 : Engrenages (saison 8, épisode 4) : Éducateur spécialisé.
- 2019 : Les Sauvages de Rebecca Zlotowski : Imam Farid.
- 2021 : J'ai tué mon mari (mini-série) de Rémy Silk Binisti : Émile
- 2023 : Lupin de George Kay : Kad

#### Téléfilms
- 2003 : Le Train de 16h19 de Philippe Triboit : Camel.
- 2003 : L'Affaire Martial de Jean-Pierre Igoux : Nadim.
- 2005 : Le Voyage de Louisa de Patrick Volson : Jeff

#### Émissions Télévisées
- 2017 : Chroniqueur avec sa rubrique Caméra cachée La Preuve par L'image au sein de l'équipe Les Terriens du dimanche ! sur C8 présenté par Thierry Ardisson.

## Théâtre
- 2001 : Le Squat" Pièce de Jean-Marie Chevret, mise en scène de Jean-Pierre Dravel, pour le rôle de Samir ; aux côtés de Claude Gensac et Marthe Mercadier au Théâtre Édouard-VII.
- 2006 : Clémentine Pièce de Jean Barbier mise en scène de Jean-Pierre Dravel et Olivier Macé, pour le rôle de l'Inspecteur Pigeon;  aux côtés de Marthe Mercadier et Jean-Pierre Castaldi.
- 2013 : Promis après on arrête spectacle écrit et mis en scène par la troupe des Intermitos, Théâtre Montorgueil (Paris).
- 2017 : One-man-show C'est moi la plus Belge de Nawell Madani mise en scène Ali Bougheraba, performance de mime introduisant le spectacle.
- 2024: La Haine – Jusqu’ici rien n’a changé

## Distinctions
- 2005 : Nomination au César du meilleur espoir masculin pour le film Caché de Michael Haneke  à la 31e cérémonie des César.
- 2006 : Nomination aux Prix Lumières 2006 pour le film Caché de Michael Haneke.